# Escola de Llotja
A Escola da Llotja ou Escola de la Llotja (em catalão) ou, simplesmente, a Llotja, são formas usuais para referir-se ao que, atualmente, se denomina Escola Superior de Disseny i Art Llotja (ESDA Llotja). Foi fundada pela associação de comerciantes de Barcelona, primeiro como Escola Gratuita de Desenho (1775) e depois como Escola de Nobres Artes.
O decreto de 31 de outubro de 1849 pôs a escola sob a autoridade da Academia de Belas Artes Provincial e os estudos dividiram-se em menores e superiores. Entre os superiores, a parte dos ensinos de desenho, pintura, escultura e gravura tinha o ensino de mestres de obras e diretores de artes locais.
Com a lei Moyano do ano 1857, punha-se sob as ordens da Universidade que a regeu nos aspectos pedagógicos até o 1871, se bem nos aspectos econômicos ficavam vinculados ao Estado como escola de artes e ofícios. No entanto, faz falta ter em conta que ao redor do 1869 o Estado se vai desentender de sufragar os estudos superiores ou de belas artes carregando o seu financiamento à deputação que vai os conservando porque fizessem parte da Escola Politécnica Provincial que desapareceu o 1871. O mesmo 1871 criou-se a Escola Livre de Pintura, Escultura e Gravado sob a imediata dependência da Academia de Belas Artes e a começo do século XX, com a aplicação do Decreto de 4 de janeiro de 1900 transformou-se em Escola Superior de Artes e Indústrias e Belas Artes de Barcelona (1900–1911). 
Com a aplicação dos Decretos de 1907 e 1910, que regularam a mudança de orientação para uma separação das Escolas de Artes e Ofícios das Escolas Industriais, a instituição se denominou como Escola de Artes e Ofícios e Belas Artes de Barcelona (1911–1923), e depois, apesar que mudaria de nome, já não teve modificações substanciais na orientação pedagógica. Era era nomeada, até a guerra civil, como Escola de Artes e Ofícios Artísticos e Belas Artes de Barcelona (1923–1936). Finalizado o desastre da guerra, os ramos de Belas Artes e a dos Ofícios Artísticos separaram-se, a partir daquele momento, a Escola Llotja passava a ser l’Escola de Artes e de Ofícios Artísticos de Barcelona (1940–1961) ou Escola de Artes Aplicadas e Ofícios de Barcelona (1961–1991) e a secção de Belas Artes como Escola Superior de Belas Artes de Santo Jordi. Ultimamente, com o eclosão do desenho dos anos noventa foi rebatizada como Escola Superior de Artes Plásticas e Desenhos de Catalunha, depois Escola Superior de Arte e Desenho e agora como Escola Superior de Desenho e Arte (2011– …).[carece de fontes?]
Desde 1775 Llotja esteve presente em Barcelona. Os primeiros passos tiveram lugar à sede que lhe deu nome, a Llotja de Mar, e foi o primeiro director o gravador valenciano Pere Pascual Moles e Coroas se caracterizando nas suas origens pela orientação própria da academicismo propostos pelo pintor Anton Raphael Mengs.
Atualmente dispõe de duas sedes, a da rua Cidade de Balaguer, número 17 e a de Santo Andreu, na rua Pare Manyanet, número 40.

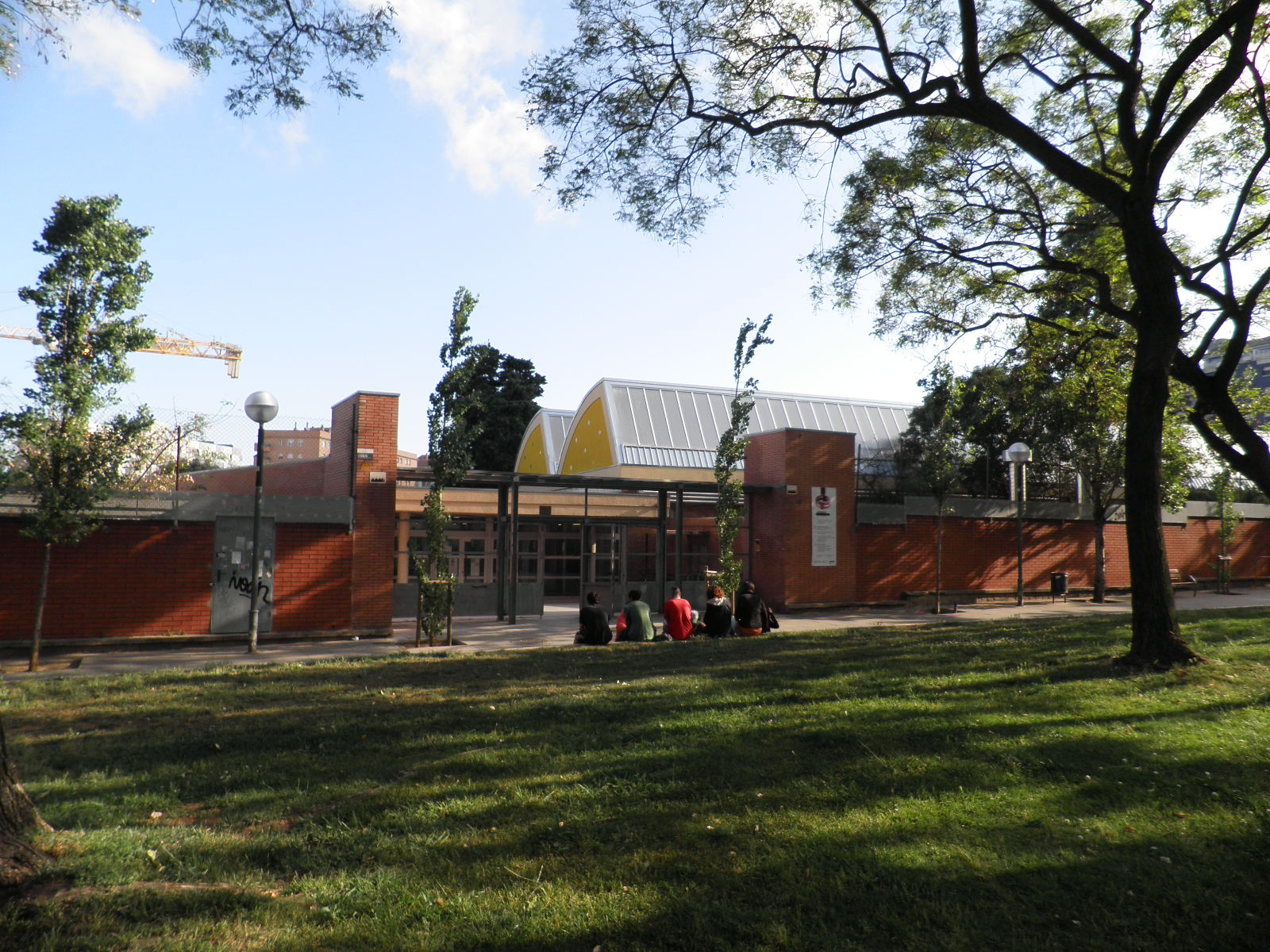
Escola Llotja. Sede da rua Pare Manyanet, 40

## Antecedentes

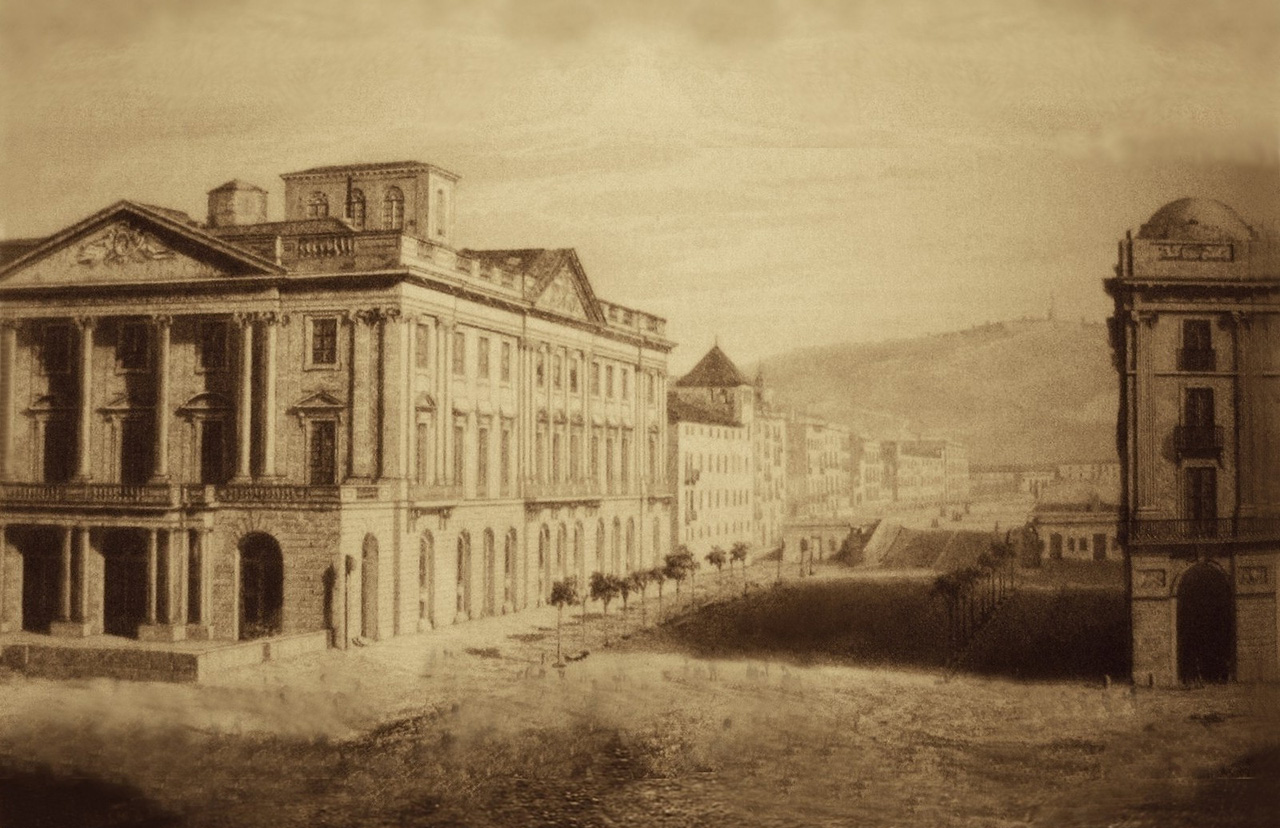
Recreação do daguerrotipo de 1839. Llotja de Mar. Primeira sede da Escola Llotja. 1775

Os antecedentes mais diretos foram as classes dos Tramulles, o avô, o escultor Llàtzer, e os dois netos Francesc e Manuel Tramulles, que faziam aos estudantes da Escola de Náutica da mesma Junta de Comércio desde 1770.

## Origem
| “ | […] na década de 1780, Barcelona possuía a maior concentração de atividade manufatureira de estampagem de chita na Europa. | ” |
|   | — James Thompson.. |   |

Certamente, a etapa entre os anos 1768 e 1787 foi a de uma grande expansão das fábricas de estampado de tecidos. As necessidades derivadas destas indústrias foi a que determinou a fundação da escola Llotja o 1775 pela Junta de Comércio de Barcelona com o nome de Escuela gratuita de diseño. Originalmente pensada para a formação de ajudantes de estampagem para a indústria têxtil da seda e do algodão aplicado às "chitas", com os anos ampliou-se à docência das artes plásticas.
A sua sede inicial estava à Llotja de Barcelona, ao Pla de Palau, de aqui o seu nome popular. Inicialmente as classes eram totalmente gratuitas e inclusive facilitava-se aos alunos o material que precisavam. O estímulo completava-se com as bolsas e pensões da academia que permitiram a muitos deles o deslocamento em Madri e a outras cidades europeias como Roma e Paris, onde principalmente se dedicavam à cópia dos grandes mestres, prática muito utilizada na época.
O ensino dado foi evoluindo para as Belas Artes e em 1778 passou a denominar-se Escola de Nobres Artes. Em 1790 estes ensinos estenderam-se com escolas a Olot, Palma de Maiorca , Tàrrega, Girona, Zaragoça e Jaca. organizou-se uma primeira exposição a 1786 para dar a conhecer os trabalhos realizados pelos alunos e no ano seguinte permitiu-se que também apresentaram as suas peças pessoas alheias à escola. No ano 1817 foi inaugurada a secção de Arquitectura dirigida por Antoni Cellers e Azcona.
O 1850 o escola passava a depender do Academia Provincial de Belas Artes com o novo nome de Escola Provincial de Belas Artes. Paz Milão e Fontanals, catedrático do escola Llotja desde o ano 1851 e a instâncias de l'Ateneu Catalão (mais tarde Ateneu Barcelonês) propôs a realização de um plano de ensino artístico das artes industriais, para melhorar a qualidade do desenho, e harmonizar a beleza com a utilidade. Foi então quando se incorporaram as especialidades em artes industriais. Em 1884 criou-se a nova matéria de Teoria e História das Belas Artes Industriais paralela ao existente de Teoria e História das Belas Artes. Desde 1858 a 1885 fez-se cargo da direcção da Escola Llotja Claudi Lorenzale que juntamente com as teories de Paz Milão e as influências que tinham ambos de Friedrich Overbeck, foram decisivas para a introdução da idealismo purista e uma inclinação para uma aptitude mais conservadora juntamente com métodos pedagógicos opostos aos académicos. No final do século XIX os estudos evoluíram para o modernismo. Ao curso 1888-89 as bolsas de estudos vão recair entre outros, a Evarist Rocha em cenografia e mobiliário e o 1895-96 a Joan Busquets e Jané.

### Século XX e XXI

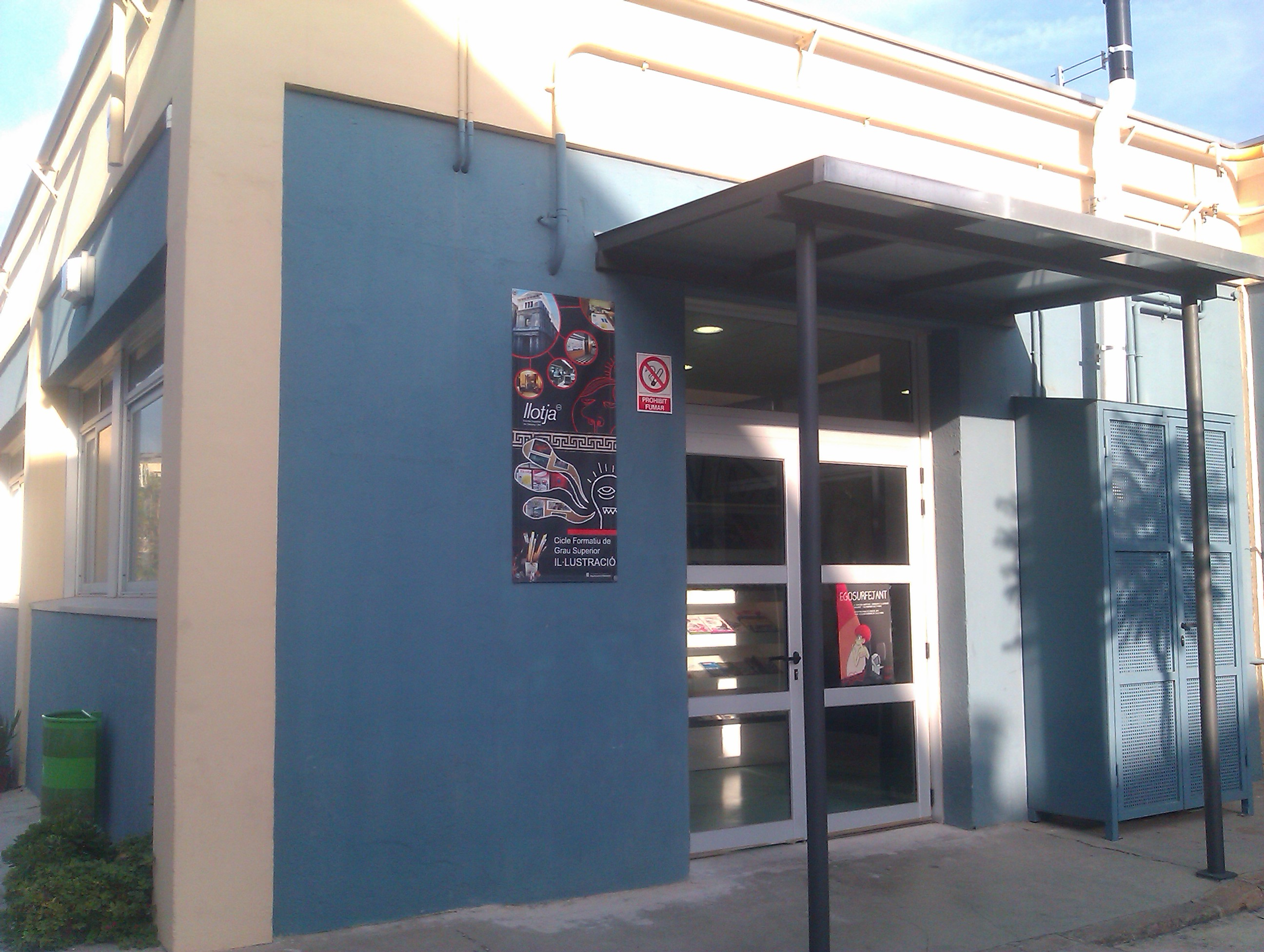
Departamento de ilustração. Seu de Llotja Santo Andreu

A reforma geral do ano 1900 dos decretos para o ensino artístico oficial como Escola Superior de Artes e Indústrias e Belas Artes supõe a desvinculação final da Escola da tutela da Academia e coincide com um momento crítico do escola:
Os novecentistas encabeçados por Joaquim Folch i Torres, viam à Llotja como uma escola caduca e com uma educação artística correndo segundo um artigo publicado na La Veu de Calaunya. A Diputação criou um Conselho de Investigação Pedagógica o 1913, o conflito surgiu pela não aceitação da Escola à chefia e tipo de intervenção nem reforma proposta pelos novecentistas.
Uma das personagens mais destacadas na renovação pedagógica das artes do primeiro terço do século XX foi Anjo Ferrant, professor de modelismos e artes plásticas entre 1920 e 1934. Durante a sua estadia na Escola obteve uma bolsa de estudos em Viena para conhecer o sistema educativo artístico austríaco e a partir daquela experiência apresentou um plano de estudos inspirado na Bauhaus, o denominado Plano Ferrant "uma das propostas mais relevantes sobre ensino artístico geradas em Catalunha e a toda Espanha desde a perspectiva da modernidade", que se bem teve uma grande aceitação por parte dos alunos não chegou a se levar a termo.
A sua configuração atual é fruto da separação que em 1940 se produziu a antiga escola de Llotja, a qual se bifurca entre a Escola de Artes Aplicadas e Ofícios Artísticos e a Escola Superior de Belas Artes de Santo Jordi e que com os anos aconteceria Faculdade de Belas Artes da Universidade de Barcelona.
Na década de 1960 passou a ocupar o edifício singular da Praça da Verònica tocando à rua Avinyó. Com a recuperação da normalidade democrática, e desde o ano 1981, o escola passa a depender da Generalidade de Catalunha. Atualmente tem duas seus em Barcelona: no número 17 da rua Cidade de Balaguer e, o outro, no número 40 da rua Pare Manyanet, todas duas no distrito de Santo Andreu.

## Oferta educativa
Dão-se conhecimentos relacionados com todo o leque de possibilidades de formação que existe no campo das artes plásticas e do desenho: estudos superiores de desenho das quatro especialidades e ciclos formativos de grau médio e superior das famílias profissionais de arte e de desenho.

## Professores distinguidos
São muitos os professores que deram docência a Llotja e que aconteceram notáveis artistas ou reconhecidos arquitectos. Apesar que a lista é muito ampla, podem-se mencionar: Lluís Rigalt e Farriols, Paz Milão e Fontanals, Claudi Lorenzale Sugrañes, Ramon Martí Alsina, Antoni Caiba Casamitjana, Pere Mayoral Parracía, Antoni Alsina Amils, Fèlix Maestras Borrell, Albert Plano Rubio, Antoni Parera Saurina, Manuel Rodríguez Codolá, Vicente Borrás Abella, Francesc Pérez Dolz, Enric Navas Escuriet, Josep Mongrell e Torrente, Vicente Navarro Romero, Anjo Ferrant, Ricard Causarás Casaña, Josep Doménech Mansana, Francesc Labarta Planas, Cèsar Martinell i Brunet, José Vidal Vidal, Enric Monge e Garriga, Ramon Alsina Amils, José Tenas Avilés, Patrici Pascó Vidiella, Felipe Mario López Blanco, Manel Vega March, Llucià Navarro, Juan María Medina Ayllón, Josep Grau-Garriga, Pascual Capúz Mamano …

## Alunos distinguidos
Pelas suas aulas passaram ao longo da sua história algumas das figuras mais representativas do mundo das artes e do desenho catalão, como os pintores e debutantes Pablo Picasso, Joan Miró Ferrà, Antoni Clavé Sanmartí, Josep Guinovart, Joaquim Mir, Laurent Jiménez-Balaguer, Modesto Cuixart, Marià Fortuny, Pelegrín Clavé, Lola Anglada, Isidre Nonell, Joan Llimona, Núria Llimona, Josep Maria Sert, Apelas Maestros, Felip Vale e Verdaguer, Luis Fraile, Modesto Urgell, Manolo Hugué, Josep Amat Pagés ou Josep Rocarol; ilustradores e ilustradoras como Graça Llimona;. Escultors como Damià Campeny, Jaume Gubianas e Jovés, Celdoni Guixà e Alsina, Josep Llimona, Pere Puntí e Terra, Margarida Sãos e Jordi, Agapit Vallmitjana e Abarca ou Venanci Vallmitjana i Barbany, José Sánchez Lozano; arquitetos como Òscar Tusquets e Josep Fontserè e Maestro; fabricantes e desenhadores de móveis como Joan Busquets e Jané; desenhadores industriais como Gabriel Teixidó; cartoonistas como Carles Fontserè Carrió e Martí Bas Blasi; desenhadores gráficos como Ricard Giralt Milagre, Hernan Picó e Ribera e Josep Artigas; teóricos da arte como Alexandre Cirici e Pellicer e Arnau Monte Grau; e escritores como agora em Pere Calders, entre muitos outros. Também faz falta destacar o religioso catalão Santo Antoni Maria Claret e Clarà.

## Antigas sedes
- Llotja de Mar (1775–1967)

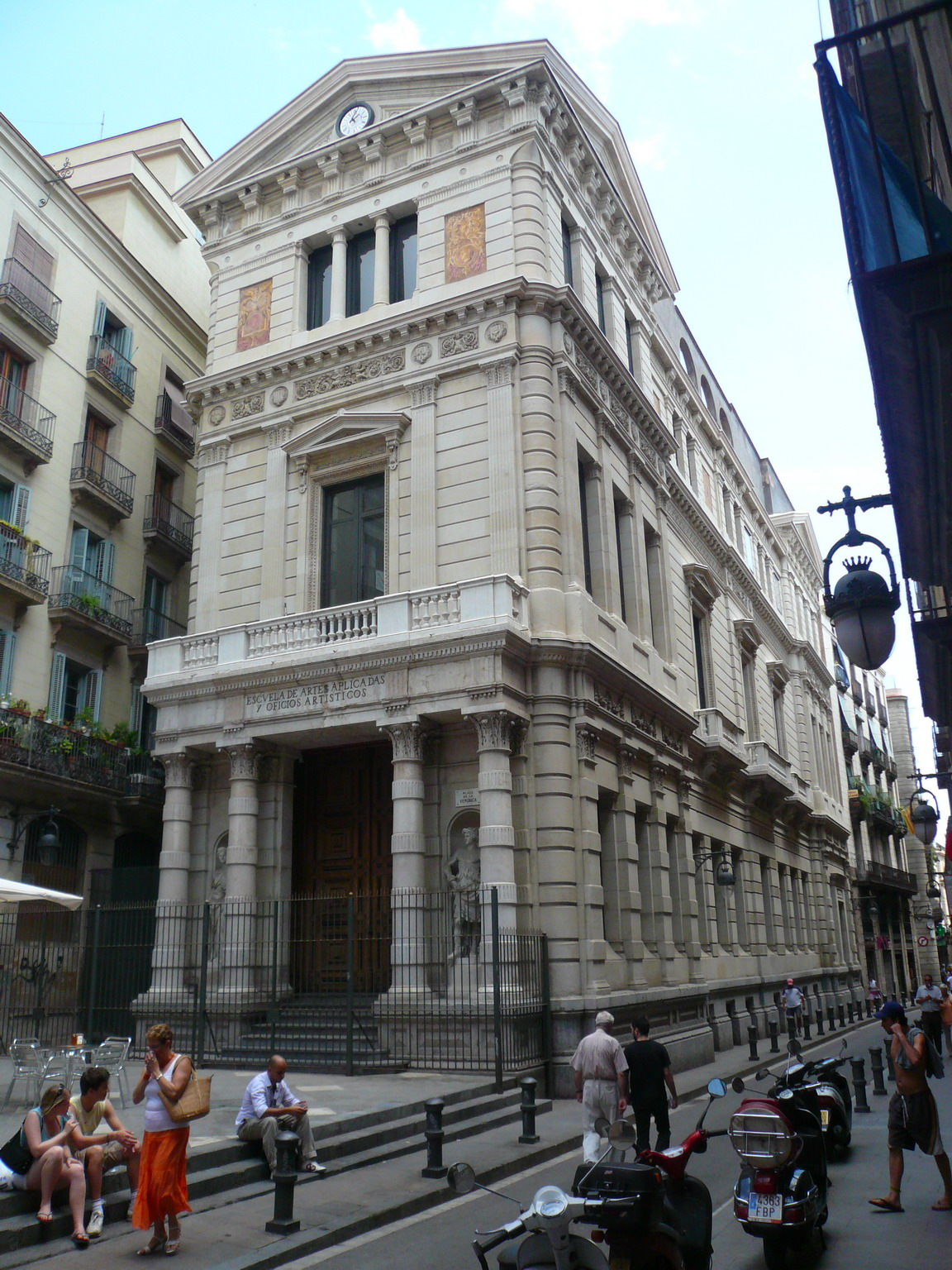
Antiga sede de Llotja Avinyó. Praça Verònica

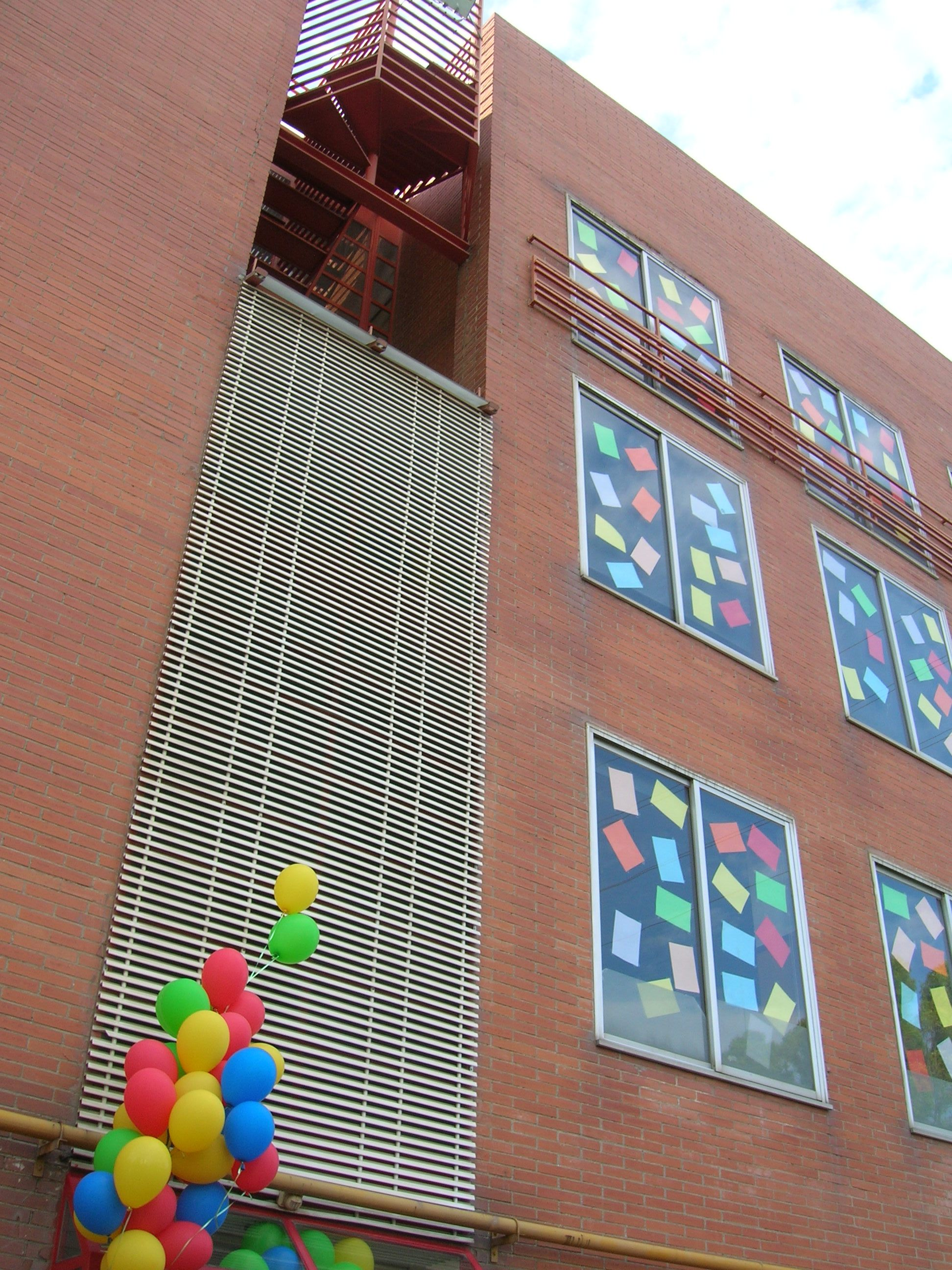
Antiga sede de Llotja. Esplugues

- Llotja Rua do Carme, 30–32, (1879– ….)
- Llotja Rua Girona (1882–….)
- Llotja Rua Aribau, 5–7
- Llotja Rua Salmerón, 37, hoje rua Grande de Graça.
- Llotja Rua Cortes, 420, hoje Grande Via, (1926–1936)
- Llotja Parque da Ciutadella,
- Llotja.Via Laietana, 16 e 18 (5.º andar).
- Llotja Avinyó. Praça Verònica
- Llotja Via Laietana, 18
- Llotja Consell de Cem, 33–35, Hostafrancs (1943– …)
- Llotja Rua Manso, 70 (1909–1926)
- Llotja Santo Antoni Maria Claret, 224 (1952–1990)
- Llotja Rua Sardenya, 360 (1943–1993)
- Llotja Rua do Carme, 30–32
- Llotja Antigo Hospital da Santa Crê